# Çırpıcılar, Ulubey
Çırpıcılar là một xã thuộc huyện Ulubey, tỉnh Uşak, Thổ Nhĩ Kỳ. Dân số thời điểm năm 2010 là 33 người.